# 帕爾馬德巴雷拉
帕爾馬德巴雷拉是哥倫比亞的城鎮，位於該國北部，由大西洋省負責管轄，距離首府巴蘭基亞23公里，始建於1806年，面積94平方公里，海拔高度10米，2005年人口23,012。

## 外部連結
- （西班牙文） Gobernacion del Atlantico - Palmar de Varela
- （西班牙文） Palmar de Varela official website （页面存档备份，存于）

10°45′N 74°45′W / 10.750°N 74.750°W